# 大叶木莲
大叶木莲（学名：Magnolia dandyi）为木兰科木莲属下的一个种。

## 扩展阅读
- 維基物種上的相關：大叶木莲